# Akira Himekawa
姫川 明
Œuvres principales
- Astro, le petit robot (2003)
- The Legend of Zelda: Ocarina of Time
- The Legend of Zelda: Majora's Mask
- The Legend of Zelda: Oracle of Seasons
- The Legend of Zelda: Oracle of Ages
- The Legend of Zelda: Four Swords Adventures
- The Legend of Zelda: The Minish Cap
- The Legend of Zelda: Phantom Hourglass
- The Legend of Zelda: A Link to the Past
- The Legend of Zelda: Twilight Princess

Akira Himekawa (姫川 明, Himekawa Akira) est un duo de mangaka japonais constitué de A Honda (本田 A, Honda A) et de S Nagato (長野 S, Nagato S).
Parmi leurs œuvres, on compte une nouvelle version d'Astro, le petit robot et une adaptation en mangas de plusieurs épisodes de la série The Legend of Zelda.

## Œuvres
- 1998 : Jikuu tenshou Nazca
- 1998 : The Legend of Zelda: Ocarina of Time
- 2000 : The Legend of Zelda: Majora's Mask
- 2001 : The Legend of Zelda: Oracle of Seasons
- 2002 : The Legend of Zelda: Oracle of Ages
- 2003 : Astro, le petit robot (d'après l’œuvre d'Osamu Tezuka)
- 2004 - 2005 : The Legend of Zelda: Four Swords Adventures
- 2005 : The Legend of Zelda: A Link to the Past
- 2006 : The Legend of Zelda: The Minish Cap
- 2009 : The Legend of Zelda: Phantom Hourglass
- 2009 : Astroboy : La Légende du chevalier Azur (d'après l’œuvre d'Osamu Tezuka)
- Gliding Reki
- 2010 : Gold Ring (seulement dessins ; c'est le premier manga écrit par un auteur des Émirats arabes unis)
- 2011 : Le Dragon qui rêvait de crépuscule[1]
- My Little Pony: Friendship Is Magic[2]
- 2016 - 2022 : The Legend of Zelda: Twilight Princess